# 浅井秀信
浅井 秀信（あざい ひでのぶ）は、戦国時代の武士。浅井氏の家臣。

## 略歴
「阿部文書」により五郎兵衛尉を名乗ったことが確認できる。浅井亮政に信任され、右筆を務めた（「南部文書」）。本願寺との取次を務めたことから秀信の名は『天文日記』にも見える。
『柳営婦女伝』では越後守清政の子、惟政（新三郎、五兵衛）として見え、備前守亮政の猶子になったとする。ただし『天文日記』から浅井越後守の存在は確認できるが、秀信の父であるかははっきりしない。『柳営婦女伝』では兄弟に壁閑（新十郎、蔵人入道）、明政（石見守）、福寿庵（惟安首座）、貞政（越後守）。
『天文日記』では五郎兵衛尉の子は与次とされている。浅井与次の実名は亮親であることが「鈴木文書」によって確認できる。